# Paridea alternata
Paridea alternata es una especie de insecto coleóptero de la familia Chrysomelidae. Fue descrita  en 1930 por Laboissiere.